# Аллануров, Керим
Керим Аллануров (род. 5 июля 1992) — туркменский самбист (участвовал в соревнованиях по спортивному и боевому самбо), бронзовый призёр Кубка мира по спортивному самбо 2012 года среди студентов, чемпион Азии по спортивному самбо 2014 и 2016 годов, бронзовый призёр чемпионата мира 2011 года по спортивному самбо, бронзовый призёр Кубка мира 2017 года по спортивному самбо, серебряный призёр чемпионата мира по боевому самбо 2013 года.
Выступал в легчайшей весовой категории (до 57 кг).
Окончил Национальный институт спорта и туризма Туркменистана. Наставником Алланурова был Д. Тедженов.